# 주동독 소련군
주동독 소련군(러시아어: Группа советских войск вГермании (ГСВГ))은 "주동독 소련점령군"(Group of Soviet Occupation Forces in Germany, 1945년 ~ 1949년)나 "'서방군"(Western Group of Forces, 1988년 ~ 1994년)으로도 알려져 있는 동독 주재 소련군이었다.
독일에 주둔한 소련군은 1940년대부터 1989년까지 냉전기간에 NATO에 대항하는 육군을 주축으로 이루어져 있었다. 이 기간 중, 핵무기에 의한 상호 확증 파괴의 위험 때문에 냉전이 고조되는 것은 제한적이었다.  소련의 붕괴와 독일의 재통일 이후에도 1994년까지 동독 지역에 주둔하였다.

## 역사
독일에서의 소련 점령군은 2차 세계 대전 종전 후 제1 및 2벨로루시안전선군의 구축에 의하여 형성되었다. 1945년 7월 9일 창설 당시 구성은 다음과 같다.
- 제1근위전차군(드레스덴)
  - 제8근위차량화소총군단
  - 제11근위전차군단
- 제2근위전차군(퓌르스텐베르크/하펠)
  - 제1차량화소총군단
  - 제9전차군단
  - 제12근위전차군단
- 제4근위기갑군(에베르스발데)
  - 제5근위차량화소총군단
  - 제6근위차량화소총군단
  - 제10근위기갑 군단
- 제2돌격군(슈베린)
  - 제109소총군단(46, 90, 372 소총 사단)
  - 제116소총군단(86, 321, 326 소총 사단)
- 제3돌격군(슈텐달)
  - 제7소총군단(146, 265, 364 소총사단)
  - 제12근위소총군단(23 근위, 52, 33 소총사단)
  - 제79소총군단(150, 171, 207 소총사단)
  - 제11전차군단
  - 제9기갑군단
- 제5돌격군(엘스탈)
  - 제9소총군단(248, 301 소총사단)
  - 제26근위소총군단(89 근위, 94 근위, 256 소총사단)
  - 제32소총군단(60 근위, 295, 416 소총사단)
  - 제230소총사단
  - 3개 독립 전차여단
- 제8근위군(노라)
  - 제4근위소총군단(35, 47, 57 근위소총사단)
  - 제28근위소총군단(39, 79, 88 근위소총사단)
  - 제29근위소총군단(27, 74, 82 근위소총사단)
  - 제11기갑군단
- 제47군(할레)
  - 제77소총군단(185, 260, 328 소총사단)
  - 제125소총군단(60, 76, 175 소총사단)
  - 제129소총군단(82, 132, 143 소총사단)
  - 제1근위기갑군단
  - 제25기갑군단

제5돌격군과 제47군은 전후 얼마되지 않아 동독을 떠났으며, 제2돌격군은 제4기계화군으로 교체되었다. 제3기계화군이 Forst Zinna을 본부로 하여 창설되었으며, 나중에 제18야전군이 되었다.
1956 ~ 1958년에 걸친 철군 과정에서는 제18야전군 참모를 포함한 70,000명 이상의 소련군이 동독을 떠났다.
주동독 소련군은 포츠담 선언을 준수하는 것이 임무였다. 또한 소련의 정치적, 군사적 이익을 대변하고 있었다. 1957년 소련과 동독은 동독지역에 대한 소련군의 임시적 주둔과 군의 규모, 군사훈련, 기지의 범위 등에 관한 협정을 맺었다. 특히 소련군이 1953년 동독에서 있었던 봉기에서와 같이 동독의 내정에 간섭하지 않는다는 점을 명확히 하였다.
1979~1980년에는 제 제6전차사단을 포함하는 20,000명의 군병력과 탱크 1,000대, 각종 장비가 동독 지역에서 철수하였다.
페레스트로이카 과정에서 주동독 소련군은 방어적 형태로 체계 및 장비가 재편되었다. 이 과정에서 1989년에 기갑 병력이 대폭 축소되었다. 1989년 6월 1일에는 서방군(Wester Group of Forces)으로 명칭이 바뀌었다. 주동독 소련군의 철수는 평화시 이루어진 병력 이동 가운데 가장 규모가 큰 것으로 알려져 있다. 소련의 해체 과정에서의 어려움에도 불구하고 1994년 8월까지 순조롭게 이루어졌다. 1993년에는 서방군(북방군을 포함하여)의 모든 군사 훈련이 중지되었다.
철군은 주로 Rostock와 Rügen섬을 잇는 해상 수송으로 이루어졌으며, 폴란드를 통과하는 육상 수송로도 이루어졌다. 1994년 6월 25일 베를린에서 제6여단이 퍼레이드를 마지막으로 모든 육군이 철수하였다. 1994년 8월 31일 모든 철군이 최종적으로 완료되었다.
주동독 소련군은 동독 지역 뿐 아니라 2차 대전 이후 폴란드에 반환된 일부 지역도 군사 작전 구역으로 하고 있었다.

## 1991년의 체계와 장비
소련군은 동독 지역내 276 지역에 산제한 777곳의 병영에 주둔하였다. 여기에는 47곳의 공군 기지와 116곳의 훈련장이 포함되어 있다. 1991년 초에는 24개 사단, 338,000명의 병력이 5개 지상 야전군과 1개 공군 야전군으로 편성되어 있었다. 또한 208,000명의 군인 가족과 추가적인 민간인 고용자들이 있었으며, 여기에는 90,000명의 어린이가 포함되어 있었다. 대부분은 현재의 브란덴부르크주지역에 위치하였다.
1991년에는 약 4,200대의 탱크와 8,200대의 기갑 차량, 3,600문의 포, 106,000대의 차량, 690대의 비행기, 680대의 헬리콥터, 180기의 로켓 시스템을 보유하고 있었다.
- 제1근위전차적기군 – 드레스덴
  - 제9전차사단 – 리자
  - 제11근위전차사단 – 드레스덴
  - 제20근위차량화소총병사단 – 그리마
- 제2근위전차군 – 퓌르스텐베르크/하펠
  - 제16근위전차사단 – 노이슈트렐리츠
  - 제21근위차량화소총병사단 – 페를레베르크
  - 제94근위차량화소총병사단 – 슈베린
  - 제207차량화소총병사단 – 슈텐달[footnotes 1]
- 제3돌격군 – 마그데부르크
  - 제7근위차량화소총병사단 – 데사우로슬라우
  - 10 근위우랄스코-르포프스카야 전차사단 – 알텐그라보
  - 제12근위전차사단 – 노이루핀
  - 제47근위전차사단 – 힐러스레벤
- 제8근위군 – 바이마르-노라
  - 제27근위차량화소총사단 – 할레
  - 제39근위차량화소총사단 – 오르드루프
  - 제57근위차량화소총사단 – 나움부르크
  - 제79근위전차사단 – 예나
- 제20근위적기군 – 에베르스발데
  - 제25전차사단 – 포겔장
  - 제32근위전차사단 – 위터보크
  - 제35근위차량화소총병사단 – 크람프니츠
  - 제90근위전차사단 – 베르나우바이베를린
- 제16항공군 – 초센[4]
  - 제6전투기항공사단 – 메르세부르크
  - 제16근위전투기항공사단 – 리브니츠담가르텐. 1993년 10월 30일에 북부 캅카스 군관구내 밀레로보로 철수했다, 그리고 제4항공군에 가담했다.[5]
  - 제10전폭기항공사단 – 그로센하인
  - 제125전폭기항공사단 – 레흘린 (비행장이 아닌 마을) – 1993년 7월 또는 10월에 해체되었다.[6]
  - 제126전투기항공사단 – 체르브스트

다른 단급 편제도 포함되었다:
- 제35독립상륙돌격여단 (공중기동여단; 1979년 10월에 독일 콧부스에서 활동 개시하였고, 1991년 4월에 카자흐 소비에트 사회주의 공화국의 Kapchagai(으)로 이동하였다. 이후 카자흐스탄 국군의 일부가 되었다).[7]

## 같이 보기
- 북부군집단 (소련)
- 중부군집단 (소련)
- 남부군집단
- 서부군집단

## 참고

### 인용
1. ↑  Chris Lofting; Kieron Pilbea (1995년 2월). 《에어 포스 모스리(월간 공군)》 (영어). Sperenburg. 42쪽.
2. ↑  독일어판 문서 참조
3. ↑  Steven J. Zaloga (1989). 《Tank War-Central Front – NATO vs. Warsaw Pact》 26. ISBN 0-85045-904-4판. Osprey Elite Series.
4. ↑  “3. The 16th Air Army” (영어). 2016년 2월 14일에 원본 문서에서 보존된 문서. 2016년 2월 14일에 확인함.
5. ↑  Michael Holm. “16th Guards Fighter Aviation Division” (영어). 2012년 4월 1일에 원본 문서에서 보존된 문서. 2016년 2월 14일에 확인함.
6. ↑  Michael Holm. “125th Fighter-Bomber Aviation Division” (영어). 2016년 3월 3일에 원본 문서에서 보존된 문서. 2016년 2월 14일에 확인함.
7. ↑  Michael Holm. “35th Landing-Assault Brigade” (영어). 2016년 3월 4일에 원본 문서에서 보존된 문서. 2016년 2월 14일에 확인함.